# Aborcja w Islandii
Islandia była jednym z pierwszych państw świata które dopuściły wyjątki od zakazu aborcji. Przepisy z 1935 roku zezwalały na przerywanie ciąży z przyczyn medycznych, embriopatologicznych i kryminalnych oraz stały się przykładem do ustanawiania podobnych ustaw w późniejszych latach dla wielu krajów świata. W 1975 roku uchwalono nową ustawę, dzięki której aborcję można wykonywać w następujących okolicznościach:
1. Gdy kobieta urodziła kilkoro dzieci w krótkim odstępie czasu, bądź niewielki okres minął od jej ostatniego porodu.
2. Jeśli kobieta doświadcza trudnej sytuacji rodzinnej z powodu dużych rozmiarów rodziny bądź choroby któregoś z domowników.
3. Gdy kobieta nie może ze względu na swój wiek lub niedojrzałość psychiczną zapewnić dziecku opieki na satysfakcjonującym poziomie.
4. Występują inne powody społeczne porównywalne do wspomnianych wyżej.
5. Gdy kontynuacja ciąży lub poród zagraża zdrowiu fizycznemu lub psychicznemu matki.
6. Gdy istnieje uzasadnione podejrzenie, że dziecko urodzi się poważnie upośledzone.
7. Gdy ciężka choroba znacząco ogranicza zdolność jednego z rodziców do opieki nad dzieckiem.
8. Gdy ciąża jest wynikiem gwałtu[1].

Ustawa zabrania aborcji po 16. tygodniu ciąży z wyjątkiem racji medycznych i chorób płodu.
Po dokonaniu aborcji szpital ma obowiązek poinformować kobietę o dostępnych środkach antykoncepcyjnych.
Liczba wykonywanych aborcji w stosunku do liczby urodzeń jest mniejsza niż w innych państwach skandynawskich, co spowodowane jest większą restrykcyjnością przepisów.